# Psychoda scuticopenis
Psychoda scuticopenis és una espècie d'insecte dípter pertanyent a la família dels psicòdids que es troba a Àfrica.